# Odborný dohled nad výkladem snu
Odborný dohled nad výkladem snu je český hraný film, který coby volné pokračování snímku Odborný dohled nad východem Slunce (2014) natočil režisér Pavel Göbl. Hlavní role opět ztvárnili Vratislav Brabenec, Jiří Vymětal, Jozef Polievka a Nikol Fischerová. Dále se ve filmu objevil také trumpetista Laco Déczi. Hudbu k filmu nahrála skupina Byl Pes a Fanda Holý. Film byl uveden v roce 2018.

## Děj
Příběh tří bývalých spoluvězňů, starých mužů – Muzikanta, Cirkusáka a Slováka zloděje Joja. Žijí společně v domě na česko-německých hranicích s těhotnou holkou, bývalou prostitutkou. Jednoho dne je navštíví stará Němka – žena, která v domě dříve bydlela a chce zde strávit jednu noc, aby se jí zde zdál jeden sen. To se jí nepovede, tak zde zůstane déle. Ve filmu se dále objevují vzpomínky všech postav. Holce se narodí dcera Anička. Všichni tři muži se o ni starají společně. Myslí si, že každý z nich je jejím otcem. Společně se snaží vyrobit lektvar splňující sny. Nejprve se jim to nedaří. Němka nakonec odjíždí. Na konci mají po vypití lektvaru kolektivní sen o tom, jak jsou všichni spokojeni na zahradě.